# Tara Moore
Tara Shanice Moore (Hongkong, 6 augustus 1992) is een tennisspeelster uit Engeland.
Zij begon op zevenjarige leeftijd met tennis. Haar favoriete ondergrond is gras. Zij speelt rechtshandig en heeft een tweehandige backhand.

## Loopbaan

### Enkelspel
Moore debuteerde in 2006 op het ITF-toernooi van Guayaquil (Ecuador). Zij stond in 2008 voor het eerst in een finale, op het ITF-toernooi van Frinton (Engeland) – hier veroverde zij haar eerste titel, door de Duitse Mona Barthel te verslaan. Tot op heden(mei 2022) won zij negen ITF-titels, de meest recente in 2018 in Sharm-el-Sheikh (Egypte).
In 2012 speelde Moore voor het eerst op een WTA-hoofdtoernooi, op het toernooi van Birmingham. Zij bereikte er de tweede ronde. Haar beste resultaat op de WTA-toernooien is het bereiken van de kwartfinale, op het toernooi van Nottingham 2016. Datzelfde jaar bereikte zij op Wimbledon de tweede ronde, door de Belgische Alison Van Uytvanck te verslaan.

### Dubbelspel
Moore debuteerde in 2006 op het ITF-toernooi van Guayaquil (Ecuador), samen met de Ecuadoraanse Sofia Ayala. Zij stond in 2008 voor het eerst in een finale, op het ITF-toernooi van Sunderland (Engeland), samen met landgenote Katharina Brown – zij verloren van het Nederlandse duo Daniëlle Harmsen en Kim Kilsdonk. In 2010 veroverde Moore haar eerste titel, op het ITF-toernooi van Wrexham (Wales), samen met landgenote Francesca Stephenson, door het duo Emma Laine en Sania Mirza te verslaan.  Tot op heden(mei 2022) won zij zeventien ITF-titels, de meest recente in 2022 in Traralgon (Australië).
In 2012 speelde Moore voor het eerst op een WTA-hoofdtoernooi, op het toernooi van Birmingham, samen met landgenote Melanie South. Zij stond in 2016 voor het eerst in een WTA-finale, op het toernooi van Rio de Janeiro, samen met de Zwitserse Conny Perrin – zij verloren van het koppel Verónica Cepede Royg en María Irigoyen.
Moore heeft enkele keren deelgenomen aan Wimbledon, maar kwam nog nooit voorbij de eerste ronde – zij speelde daarbij samen met Melanie South in 2012 en 2013, met Johanna Konta in 2014, met Conny Perrin in 2016 en met Eden Silva in 2021.
In 2022 bereikte zij de finale van het WTA-toernooi van Bogota, samen met de Amerikaanse Emina Bektas – daarmee kwam zij binnen op de top 100 van de wereldranglijst.

### Tennis in teamverband
In 2014 maakte Moore deel uit van het Britse Fed Cup-team – zij behaalde daar een winst/verlies-balans van 1–1.

## Posities op deWTA-ranglijst
Positie per einde seizoen:
| jaar | rang enkelspel | rang dubbelspel |
| ---- | -------------- | --------------- |
| 2007 | 847            | –               |
| 2008 | 712            | –               |
| 2009 | 546            | 544             |
| 2010 | 370            | 372             |
| 2011 | 332            | 593             |
| 2012 | 249            | 327             |
| 2013 | 216            | 229             |
| 2014 | 324            | 388             |
| 2015 | 355            | 251             |
| 2016 | 160            | 156             |
| 2017 | 329            | 233             |
| 2018 | 491            | 194             |
| 2019 | 464            | 231             |
| 2020 | 454            | 243             |
| 2021 | 401            | 121             |

## Palmares
| Legenda                 |
| ----------------------- |
| Grandslamtoernooi       |
| Olympische Spelen       |
| Year-End Championships  |
| Premier Mandatory       |
| Premier Five / WTA 1000 |
| Premier / WTA 500       |
| International / WTA 250 |
| Challenger / WTA 125    |

### WTA-finaleplaatsen enkelspel
geen

### WTA-finaleplaatsen vrouwendubbelspel
| nr.              | finale     | toernooi           | ondergrond | partner      | tegenstandsters                | score            |         |
| ---------------- | ---------- | ------------------ | ---------- | ------------ | ------------------------------ | ---------------- | ------- |
| gewonnen finales |            |                    |            |              |                                |                  |         |
| geen             |            |                    |            |              |                                |                  |         |
| verloren finales |            |                    |            |              |                                |                  |         |
| 1.               | 2016-02-20 | WTA Rio de Janeiro | hardcourt  | Conny Perrin | Verónica Cepede María Irigoyen | 1-6, 6-7         | details |
| 2.               | 2022-04-09 | WTA Bogota         | gravel     | Emina Bektas | Astra Sharma Aldila Sutjiadi   | 6-4, 4-6, [9-11] | details |

## Resultaten grandslamtoernooien
| Legenda | Legenda                          |
| ------- | -------------------------------- |
| g.t.    | geen toernooi gehouden           |
| l.c.    | lagere categorie                 |
| –       | niet deelgenomen                 |
| G       | uitgeschakeld in de groepsfase   |
| 1R      | uitgeschakeld in de eerste ronde |
| 2R      | uitgeschakeld in de tweede ronde |
| 3R      | uitgeschakeld in de derde ronde  |
| 4R      | uitgeschakeld in de vierde ronde |
| KF      | uitgeschakeld in de kwartfinale  |
| HF      | uitgeschakeld in de halve finale |
| F       | de finale verloren               |
| W       | het toernooi gewonnen            |
| w-v     | winst/verlies-balans             |

### Enkelspel
| toernooi        | 2013 | 2014 |    | 2016 |
| --------------- | ---- | ---- | -- | ---- |
| Australian Open | –    | –    | –  |      |
| Roland Garros   | –    | –    | –  |      |
| Wimbledon       | 1R   | 1R   | 2R |      |
| US Open         | –    | –    | –  |      |

### Vrouwendubbelspel
| Australian Open | –  | –  | –  | –  | –  | –  |
| Roland Garros   | –  | –  | –  | –  | –  | 2R |
| Wimbledon       | 1R | 1R | 1R | 1R | 1R | –  |
| US Open         | –  | –  | –  | –  | 1R |    |